# Love, Peace & Money
Love, Peace & Money  (engl. Liebe, Frieden & Geld) ist ein Musikalbum der Musikgruppe Die Toten Hosen. Es wurde von Jon Caffery produziert und erschien im Mai 1994. Der Tonträger wurde in Japan gepresst und dort von Virgin Japan vertrieben, war jedoch auch in Deutschland als Import leicht erhältlich. Weitere Versionen des Albums erschienen zudem 1994 in Großbritannien und 1995 in den USA bei Atlantic Records.
Für diese Produktion hat die Band elf ihrer Erfolgstitel in die englische Sprache übertragen, neu eingespielt und als Kompilation, hauptsächlich für den ausländischen Markt, zusammengestellt. Das Album beinhaltet zudem mit den Titeln Sexual und Love Machine zwei neue Kompositionen und mit Diary of a Lover eine Coverversion eines Songs von Johnny Thunders. Zudem enthält das Album eine vulgäre Variante des kubanischen Volksliedes Guantanamera mit dem Titel Cunt in a Mirror als Hidden Track.

## Titel
Die meisten Lieder sind englische Versionen von bekannten deutschsprachigen Stücken der Gruppe. Die Texte wurden jedoch nicht wörtlich übersetzt und unterscheiden sich teilweise erheblich von den deutschen Originalen. Die Umsetzung der Texte ins Englische ist eine Zusammenarbeit von Campino, den englischen Musikern Honest John Plain und Matt Dangerfield von The Boys sowie Campinos Mutter Jenny Frege und Monica Byrne, einer Freundin der Band aus Liverpool.
Es handelt sich um die Lieder Liebesspieler (Love is Here) vom Album Unter falscher Flagge, Liebeslied (Lovesong) vom Album Bis zum bitteren Ende, Hier kommt Alex (The Return of Alex), Mehr davon (More & More), Musterbeispiel (Perfect Criminal) vom Album Ein kleines bißchen Horrorschau, Alles wird gut (Year 2000) vom Album Auf dem Kreuzzug ins Glück und Kauf mich! (Put Your Money Where Your Mouth Is (Buy Me!)), Alles aus Liebe (All for the Sake of Love), Willkommen in Deutschland (My Land) und Katastrophenkommando (Chaos Bros.) vom Album Kauf mich!.

## Cover
Das Coverfoto von GABO ist ähnlich gestaltet wie das des Albums Reich & sexy, allerdings sind die Bandmitglieder nun vor rotem Hintergrund als Japaner geschminkt und inmitten nackter Geishas zu sehen. Da das Album in Japan gepresst und dort von Virgin Japan vertrieben wurde, ist das Booklet, bis auf die Autorennamen, in japanischer Schrift verfasst.

## Titelliste
1. The Return of Alex – 4:29 (Hier kommt Alex)  (Musik: Andreas Meurer / Text: Campino, Dangerfield)
2. Year 2000 – 3:36 (Alles wird gut)  (Andreas von Holst / Campino, Dangerfield)
3. All for the Sake of Love – 4:31 (Alles aus Liebe)  (Campino / Campino, Honest John Plain)
4. Lovesong – 3:41 (Liebeslied) (Michael Breitkopf / Campino, Plain)
5. Sexual – 4:27  (Plain, v. Holst / Campino, Dangerfield)
6. Diary of a Lover – 4:03  Cover von Johnny Thunders
7. Put Your Money Where Your Mouth Is (Buy Me!) – 3:29 (Kauf MICH!) (Breitkopf / Campino, Plain)
8. Love is Here – 2:49 (Liebesspieler) (Breitkopf, Campino, von Holst / Campino, Plain)
9. More & More – 5:14 (Mehr davon)  (von Holst / Campino, Dangerfield)
10. My Land – 3:55 (Willkommen in Deutschland)  (Breitkopf / Campino, Dangerfield)
11. Wasted Years – 3:19 (All die ganzen Jahre)  (Campino / Campino, Dangerfield)
12. Perfect Criminal – 3:57 (Musterbeispiel)  (von Holst / Campino, Dangerfield)
13. Love Machine – 3:21  (Plain, Meurer / Campino, Dangerfield)
14. Chaos Bros. – 4:28 (Katastrophenkommando)  (von Holst / Campino, Plain)
15. Cunt in a Mirror – 3:20 (kubanisches Volkslied Guantanamera) Hidden Track

## Singles
Aus dem Album wurden 1994 zunächst Put Your Money Where Your Mouth Is... als Single ausgekoppelt, welche als B-Seite die Titel Lovesong, My Land, Whole Wide World vom Album Learning English Lesson One, Long Way from Liverpool (Musik: Plain, Breitkopf / Text: Campino, Dangerfield) und Cunt in a Mirror enthielt.
In den Niederlanden erschien Sexual als Single, die zusätzlich Long Way From Liverpool und die englischsprachige Version des Liedes Schönen Gruß, auf Wiederseh’n vom Album Auf dem Kreuzzug ins Glück mit dem Titel So Long – Good Bye enthielt.
Des Weiteren erschien The Return of Alex als Single, welche zusätzlich den Song So Long – Good Bye und eine Version des von Sony Curtis geschriebenen Songs I Fought the Law von den Crickets enthält.

## Musikvideos
Parallel zum Album entstanden 1994 zwei Musikvideos. Zunächst Sexual, das unter der Leitung von Regisseur Hans Neleman in New York aufgenommen wurde, und kurz darauf der Schwarzweißfilm The Return of Alex, bei dem René Eller in seinen Amsterdamer Studios Regie führte. Es zeigt die Musiker, in großkarierten Anzügen gekleidet, vor schwarzem Hintergrund in gleißendem Licht mit schnell ablaufenden Bildern und hoch eingestelltem Kontrast. Meistens wurden die Personen von unten aufgenommen, oder die Kamera ging sehr nah an die Gesichter heran. Durch diese Perspektive wirken sie entstellt, wie in einem Spiegelkabinett. Campino gestikuliert stark zu seinem Gesang und auch sein Gesicht wird zur Grimasse verzogen. Dazwischen werden immer wieder flimmernde Fernsehschirme eingeblendet, bei denen das Bild durchläuft.

## Neuauflage 2007
Zum 25-jährigen Bestehen der Band wurden, neben 16 anderen Alben, alle Stücke von Love, Peace & Money remastert und die CD durch weitere Titel ergänzt. Dazu gehören In Control, das 2001 als Soundtrack zum Film Tomb Raider aufgenommen wurde und die englischsprachigen Fassungen der Musikstücke Steh auf wenn du am Boden bist (Stand Up) vom Album Auswärtsspiel und Friss oder stirb (Dog Eat Dog) von der gleichnamigen Single, die für die Filmmusik von Land of Plenty entstanden sind. Die Umsetzung in die englische Sprache ist eine Zusammenarbeit von Campino mit dem englischen Musiker T. V. Smith. Die englische Version von Venceremos – Wir werden Siegen (We Will Be Heroes) erschien bereits auf dem Sampler zur Fußball-Weltmeisterschaft 2002. Die Aufnahme von Wasted Years ist in ein Radiointerview eingebettet, einem Mitschnitt aus einer Sendung der BBC, zu der die Band 1994 eingeladen war.

### Zusatztitel
1. In Control – 3:15 (Breitkopf, von Holst / Text: Campino, T. V. Smith)
2. Stand Up – 3:52 (Steh auf, wenn du am Boden bist)  (von Holst / Campino, Smith)
3. Dog Eat Dog – 3:42 (Friss oder stirb)  (von Holst / Campino, Smith)
4. We Will Be Heroes – 3:41 (Venceremos – Wir werden siegen) (Meurer, Campino / Campino, Dangerfield)
5. Wasted Years  (Live) – 4:45 (All die ganzen Jahre) (Campino / Campino, Dangerfield)